# Syriens flagga
Syriens flagga antogs första gången 1932 när Syrien blev autonomt och är en trikolor med tre horisontella fält och stjärnor i det mittersta fältet. Färgerna är de traditionella panarabiska färgerna rött, svart, grönt och vitt.
Under syriska inbördeskriget använde rebellstyrkorna, ofta kallade "oppositionen", flaggan från 1932. Efter att oppositionen utropat sig till segrare i december 2024 började syriska ambassader hissa den. Flaggan har tre röda stjärnor på vit botten med ett grönt fält ovanför och ett svart fält under.

## Symbolik
De panarabiska färgerna som finns i Syriens flagga har sitt ursprung i den flagga som användes under den arabiska revolten mot det osmanska riket 1916-1918. I flaggor med de panarabiska färgerna har färgerna traditionellt haft en historisk-religiös tolkning, där varje färg representerar en viss dynasti eller ett kalifat. I en modernare tolkning ses rött ofta som en symbol för kampen och uppoffringar för friheten, vitt som en symbol för fred och svart som en påminnelse om ett mörkt kolonialt förflutet. Grönt är islams färg, men kan också stå för hoppet.

## Historik

Arabiska Kungariket Syriens flagga 1920.

Den första flagga som användes i det moderna Syrien var arabiska revoltens flagga omkring 1920. När dagens Libanon och Syrien i enlighet med Sykes-Picot-avtalet blev ett franskt mandatområde efter första världskriget delades området upp i ett antal mindre statsbildningar med begränsad självständighet. Dessa statsbildningar använde flaggor med den franska trikoloren i kantonen. Efter det fransk-syriska avtalet om självstyre 1932 antogs en trikolor i dagens färger, med tre stjärnor som representerade de tre distrikten Aleppo, Damaskus och Deir ez-Zor. Efter allmänna val och ett nytt avtal 1936 tillkom distrikten Latakia och Jebel Druze, och stjärnorna omtolkades nu så att de tre ursprungliga distrikten representerades av en stjärna och de två nya av var sin.
Det franska kolonialväldet i Mellanöstern upplöstes efter andra världskriget, och Syrien antog i samband med självständigheten 1946 en trikolor i grönt, vitt och svart med tre femuddiga stjärnor i rött.
Syrien och Egypten bildade 1958 unionen Förenade arabrepubliken, och införde då en gemensam flagga i form av en trikolor i färgerna rött, vitt och svart med två gröna femuddiga stjärnor. De två stjärnorna representerade ursprungligen de båda staterna i Förenade arabrepubliken, en union mellan Syrien och Egypten som varade 1958–1961, men sägs nu representera Syrien och Irak. Den nya flaggan byggde på den flagga som använts under den egyptiska revolutionen 1952. När Syrien lämnade unionen 1961 bytte man tillbaka den tidigare flaggan i grönt, vitt och svart med tre röda stjärnor. När Baathpartiet kom till makten efter en statskupp 1963 byttes flaggan igen till en röd-vit-svart flagga med tre gröna stjärnor, samma flagga som Irak då använde. De tre gröna stjärnorna var då tänkta att symbolisera en framtida union mellan Syrien, Irak och Egypten.
År 1971 ändrades flaggan igen till en röd-vit-svart flagga med en gyllene hök i mitten eftersom Syrien då var i federation med Egypten och Libyen. År 1980 bytte man tillbaka till den röd-vit-svarta flaggan med två stjärnor .

## Syriska inbördeskriget 2011–
Flaggorna har blivit symboliska under Syriska inbördeskriget. Den röd-vit-svarta flaggan ses som en symbol för Bashar al-Assad och hans regim. En del av Assads motståndare använde istället den flagga som Syrien hade 1932–1958 och 1961–1963. Olika flaggor har använts av de många grupperingarna i kriget, men under offensiven som fick Assad-regimen på fall i slutet av 2024 kom 1932 års flagga att anammas av flera grupper som en gemensam oppositionsflagga. De områden som oppositionen erövrat började också använda 1932 års flagga. Efter att Bashar al-Assads regim störtades i december 2024 blev 1932 års flagga Syriens officiella flagga.

## Syriens flaggor efter 1932

1932–1958, Republiken Syrien. 1961–1963, Arabrepubliken Syrien.
1958–1961, Förenade arabrepubliken. 1980–2024, Arabrepubliken Syrien.
1963–1971, Arabrepubliken Syrien.
1972–1980, Arabrepubliken Syrien i federation med Libyen och Egypten.